# Suzanápolis (kommun)
Suzanápolis är en kommun i Brasilien.   Den ligger i delstaten São Paulo, i den södra delen av landet, 600 km sydväst om huvudstaden Brasília. Antalet invånare är 3 383.
Följande samhällen finns i Suzanápolis:
- Suzanápolis

Omgivningarna runt Suzanápolis är huvudsakligen savann. Runt Suzanápolis är det ganska glesbefolkat, med 27 invånare per kvadratkilometer.